# 岩政久美子
岩政 久美子（いわまさ くみこ、1988年10月3日 - ）は、日本のお笑い芸人。太田プロダクション所属。かつてよしもとクリエイティブ・エージェンシー大阪に在籍し「じぇじゅん♀」「人妻ニャンコ」「ニャンコ先生」の芸名で所属していた。

## 芸風
自ら「官能芸人」を名乗り、AV女優のモノマネなどの際どいネタを披露する。吉本在籍時はテレビでネタを披露する際、一部を写さないようにするか、ブルマで隠すようにしていた。

## 来歴・人物
山陽学園大学臨床心理学部卒業。NSC女性タレントコース7期生。
ピン芸人として活躍する以前は、女性アイドルユニット「つぼみ」のメンバーとして活動しており、当時の芸名は「じぇじゅん♀」で在籍時は主に体操着とブルマを着て、つぼみ主催イベントや、当時出演していたニコニコ生放送に出演していた。卒業後に「人妻ニャンコ」に改名（ただし当時から現在にいたるまで独身）。また、大阪時代は北新地のホステスとして働いていた。
2017年2月28日をもってよしもとクリエイティブ・エージェンシーを退社したことを自身のブログで公表した、その後、芸名を「ニャンコ先生」と改名し、東京に上京後フリーランスでの活躍を経て2018年1月19日に自身のTwitterにて太田プロ所属になった事を発表、その後、芸名を本名の「岩政久美子」に変更。
つぼみの同期では「樋口みどりこ」、つぼみ・NSCの同期では「オクヒラテツコ」と「禹 可奈」（ウ・キリュウの妹）、「月野明日香」（セルライトスパ肥後の嫁）がいる。
2019年3月よりAV女優に関する連載をFANZAニュース（デジタルコマース）で連載開始。

## 出演番組

### テレビ
- ケンゴローサーカス団（リニューアルするまではレギュラー出演していた）
- ケンコバのバコバコテレビ（不定期出演）
- ゆり山紅葉の京都びしょ濡れバスツアー 次世代おんな芸人No.1決定戦！（讀賣テレビ放送）

### ウェブテレビ
- AV紳士　第5夜（2019年5月、ピクションシネマ）